# Ramah (Colorado)
Ramah è un centro abitato (town) degli Stati Uniti d'America, situato nella contea di El Paso dello Stato del Colorado. Nel censimento del 2000 la popolazione era di 220 abitanti.

## Geografia fisica
Secondo i rilevamenti dell'United States Census Bureau, Ramah si estende su una superficie di 0,6 km².